# 7358 Oze
7358 Oze è un asteroide near-Earth. Scoperto nel 1995, presenta un'orbita caratterizzata da un semiasse maggiore pari a 2,1973200 UA e da un'eccentricità di 0,5030998, inclinata di 4,65813° rispetto all'eclittica.